# Флуминимаджоре
Флуминимаджо̀ре (на италиански: Fluminimaggiore; на сардински: Frùmini Mayori, Фрумини Майори) е малко градче и община в Южна Италия, провинция Южна Сардиния, автономен регион и остров Сардиния. Разположено е на 63 m надморска височина. Населението на общината е 2992 души (към 2010 г.).